# Stafford (borough)
Stafford – dystrykt w hrabstwie Staffordshire w Anglii. W 2011 roku dystrykt liczył 113 869 mieszkańców.

## Miasta
- Eccleshall
- Stafford
- Stone

## Inne miejscowości
Adbaston, Barlaston, Brocton, Colwich, Doxey, Ellenhall, Fulford, High Offley, Hixon, Little Haywood, Meir Heath, Norbury, Ranton, Rodbaston, Standon, Woodseaves.